# Grecești
Greceşti é uma comuna romena localizada no distrito de Dolj, na região de Oltênia. A comuna possui uma área de 48.29 km² e sua população era de 1851 habitantes segundo o censo de 2007.